# Montcherand
Montcherand är en ort och kommun i distriktet Jura-Nord vaudois i kantonen Vaud, Schweiz. Kommunen har 494 invånare (2023).